# Bjala Palanka
Bjala Palanka (Bulgaars: Бяла паланка) is een dorp in Bulgarije. Het is gelegen in de gemeente Tvarditsa, oblast Sliven. Het dorp ligt 20 km ten westen van de provinciehoofdstad Sliven en 226 km ten oosten van Sofia. 

## Bevolking
In de eerste volkstelling van 1934 registreerde het dorp 669 inwoners. Dit aantal groeide tot een recordaantal van 1.204 inwoners in 1985. Sindsdien neemt het inwonersaantal af. De achttiende volkstelling van Bulgarije, gehouden op 7 september 2021, registreerde 722 inwoners - een daling van 284 personen (-28,2%) ten opzichte van 2011. De gemiddelde jaarlijkse bevolkingsgroei voor de periode 2011-2021 komt uit op -3,1%, hetgeen lager is dan het landelijke gemiddelde over deze periode (-1,14%).
Van de 1.006 inwoners reageerden er 941 op de optionele volkstelling van 2011. Van deze 941 respondenten identificeerden 920 personen zichzelf als Bulgaarse Turken (97,8%) en 20 personen als Bulgaren (2,1%).
| Etnische samenstelling van de respondenten (2011) | Etnische samenstelling van de respondenten (2011) | Etnische samenstelling van de respondenten (2011) | Etnische samenstelling van de respondenten (2011) | Etnische samenstelling van de respondenten (2011) |
| ------------------------------------------------- | ------------------------------------------------- | ------------------------------------------------- | ------------------------------------------------- | ------------------------------------------------- |
|                                                   |                                                   |                                                   |                                                   |                                                   |
| Bulgaren                                          | Bulgaren                                          |                                                   | 2,1%                                              | 2,1%                                              |
| Turken                                            | Turken                                            |                                                   | 97,8%                                             | 97,8%                                             |
| Roma                                              | Roma                                              |                                                   | 0,0%                                              | 0,0%                                              |
| Anders/Onbekend                                   | Anders/Onbekend                                   |                                                   | 0,1%                                              | 0,1%                                              |

Van de 1.006 inwoners in februari 2011 werden geteld, waren er 140 jonger dan 15 jaar oud (13,9%), gevolgd door 731 personen tussen de 15-64 jaar oud (72,7%) en 135 personen van 65 jaar of ouder (13,4%). In 2021 was het percentage kinderen gedaald tot minder dan 10%, terwijl bijna een kwart van de bevolking 65 jaar of ouder was.
|                    | 2011 | %      | 2021 | %      |
| ------------------ | ---- | ------ | ---- | ------ |
| Bevolking (totaal) | 1006 | 100,0% | 722  | 100,0% |
|                    |      |        |      |        |
| 0-14               | 140  | 13,9%  | 65   | 9%     |
| 15-64              | 731  | 72,7%  | 483  | 66,9%  |
| 65+                | 135  | 13,4%  | 174  | 24,1%  |